# 圣色尔爵及伯古斯主教座堂

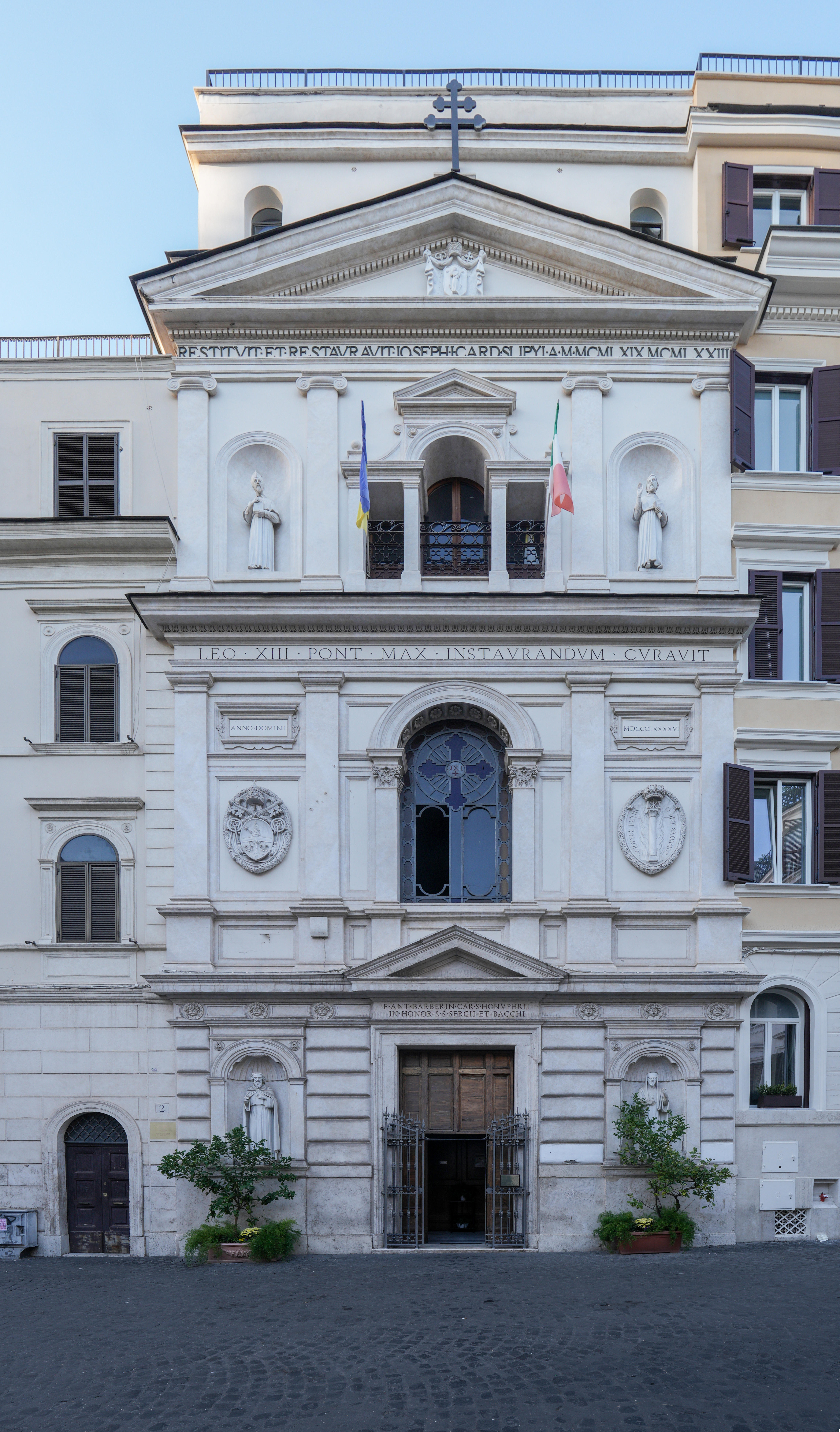
立面

圣色尔爵及伯古斯堂（Santi Sergio e Bacco）是一座乌克兰希腊礼天主教会教堂，位于意大利罗马蒙蒂区。
该堂供奉的圣色尔爵及伯古斯为4世纪初罗马军官、基督教殉道者，埋葬于叙利亚省。2019年7月11日因建立義大利宗座代牧區升格為主教座堂。

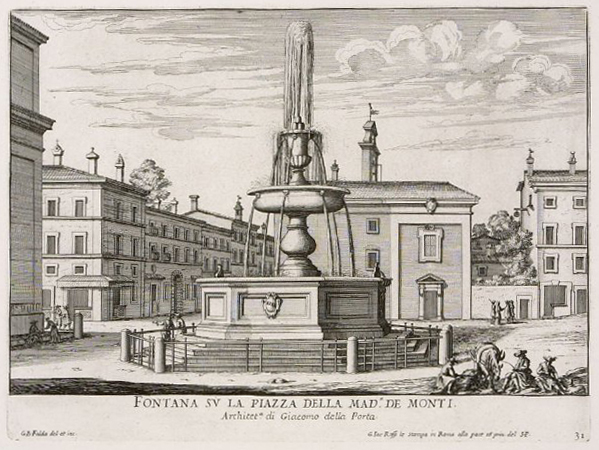
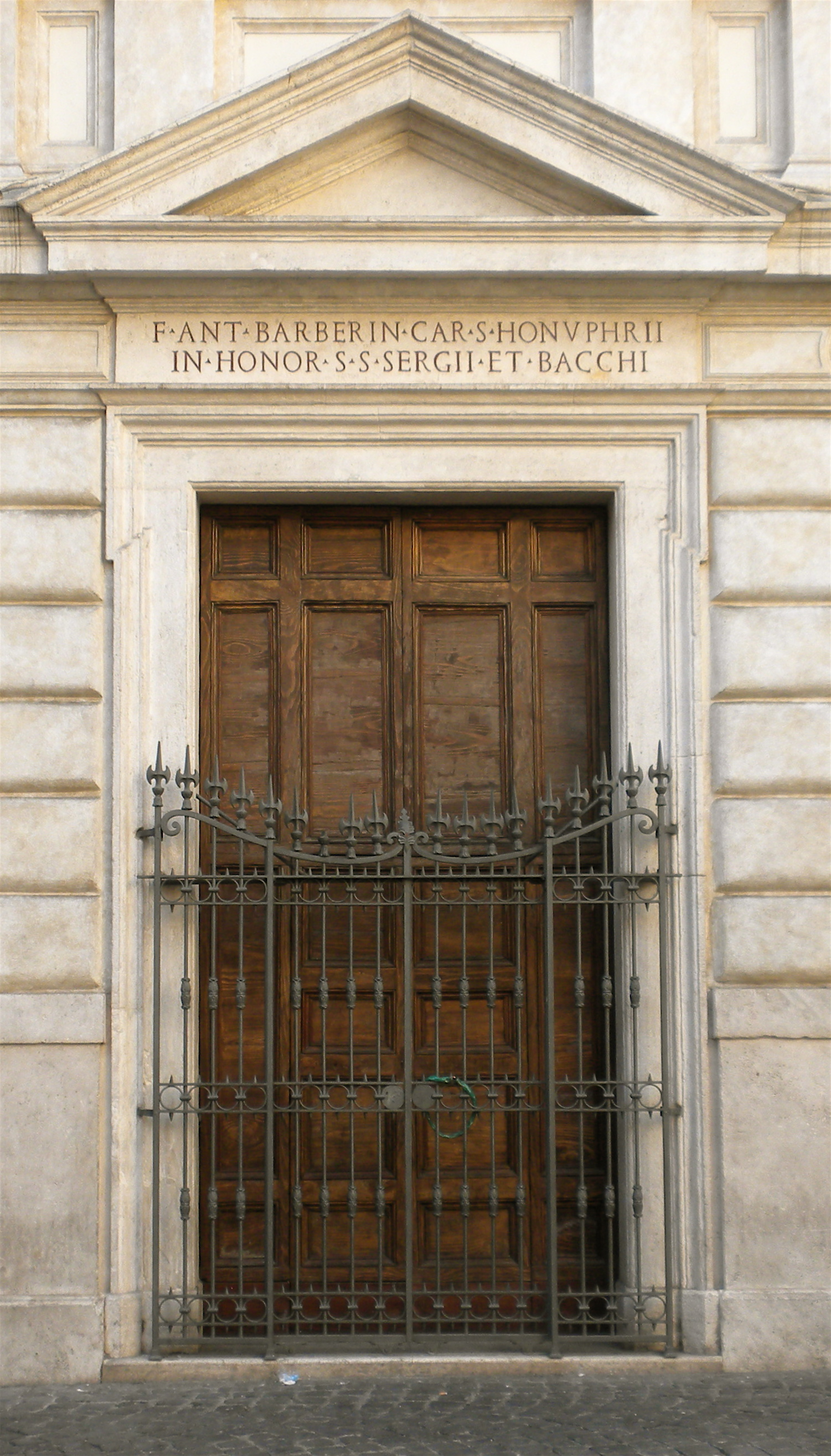
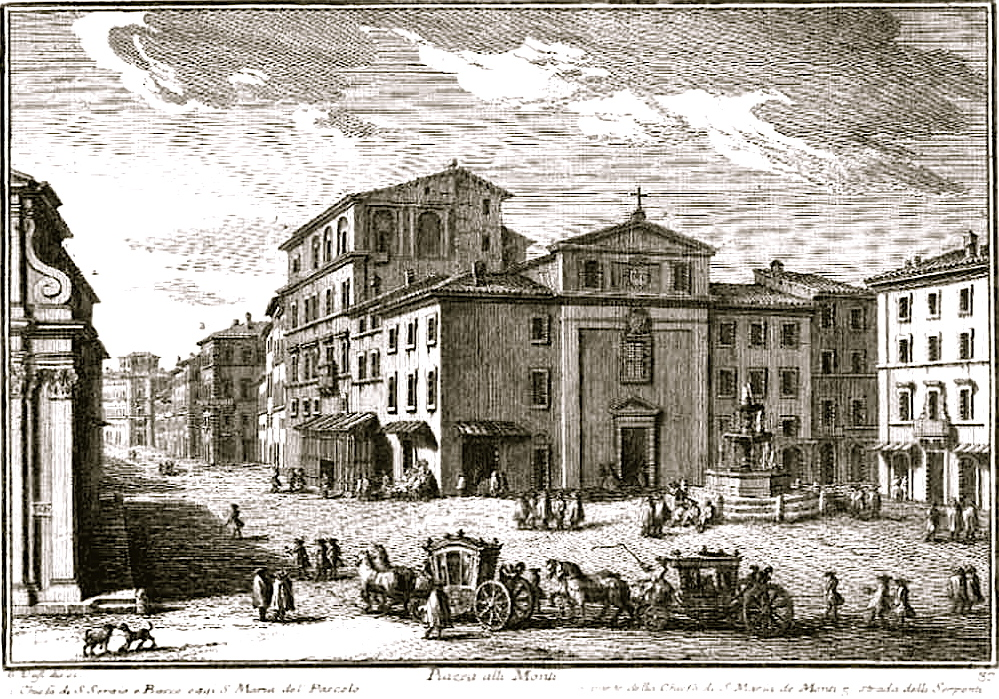
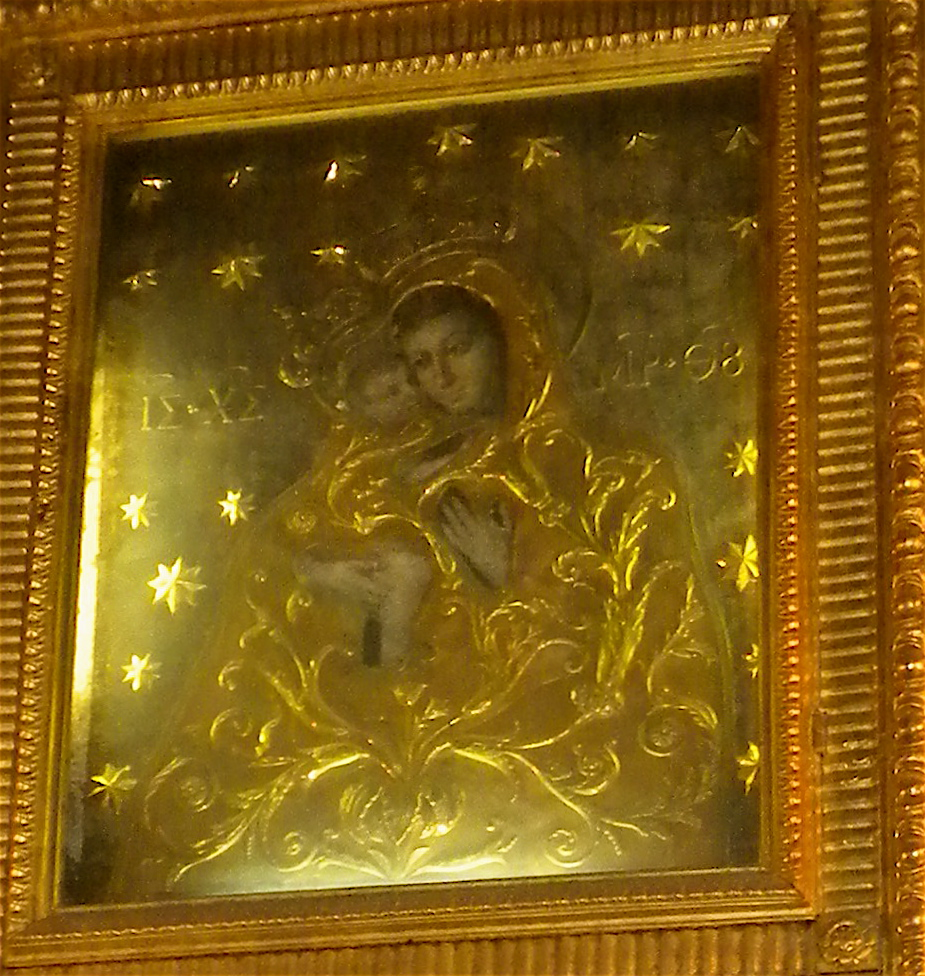
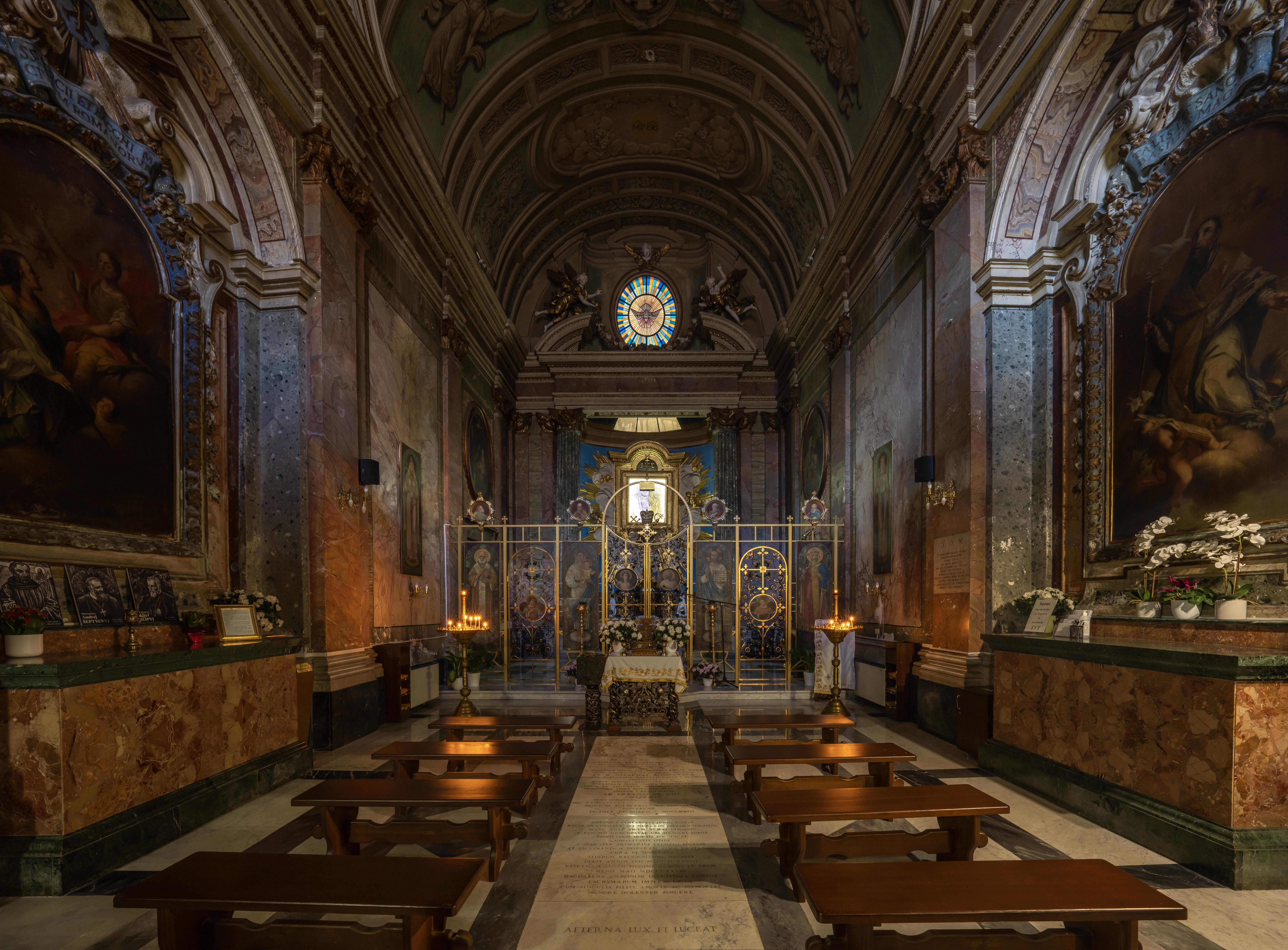
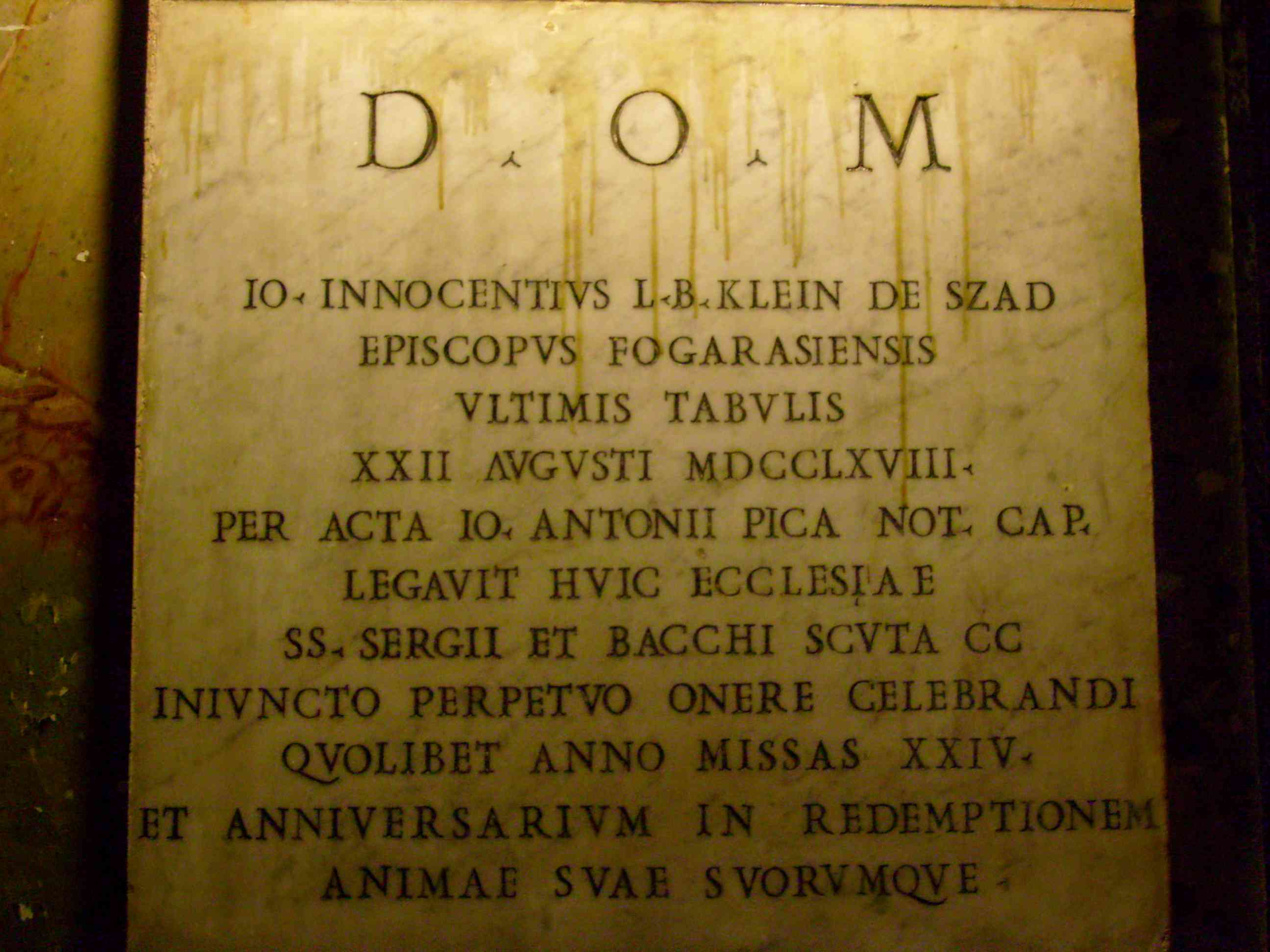
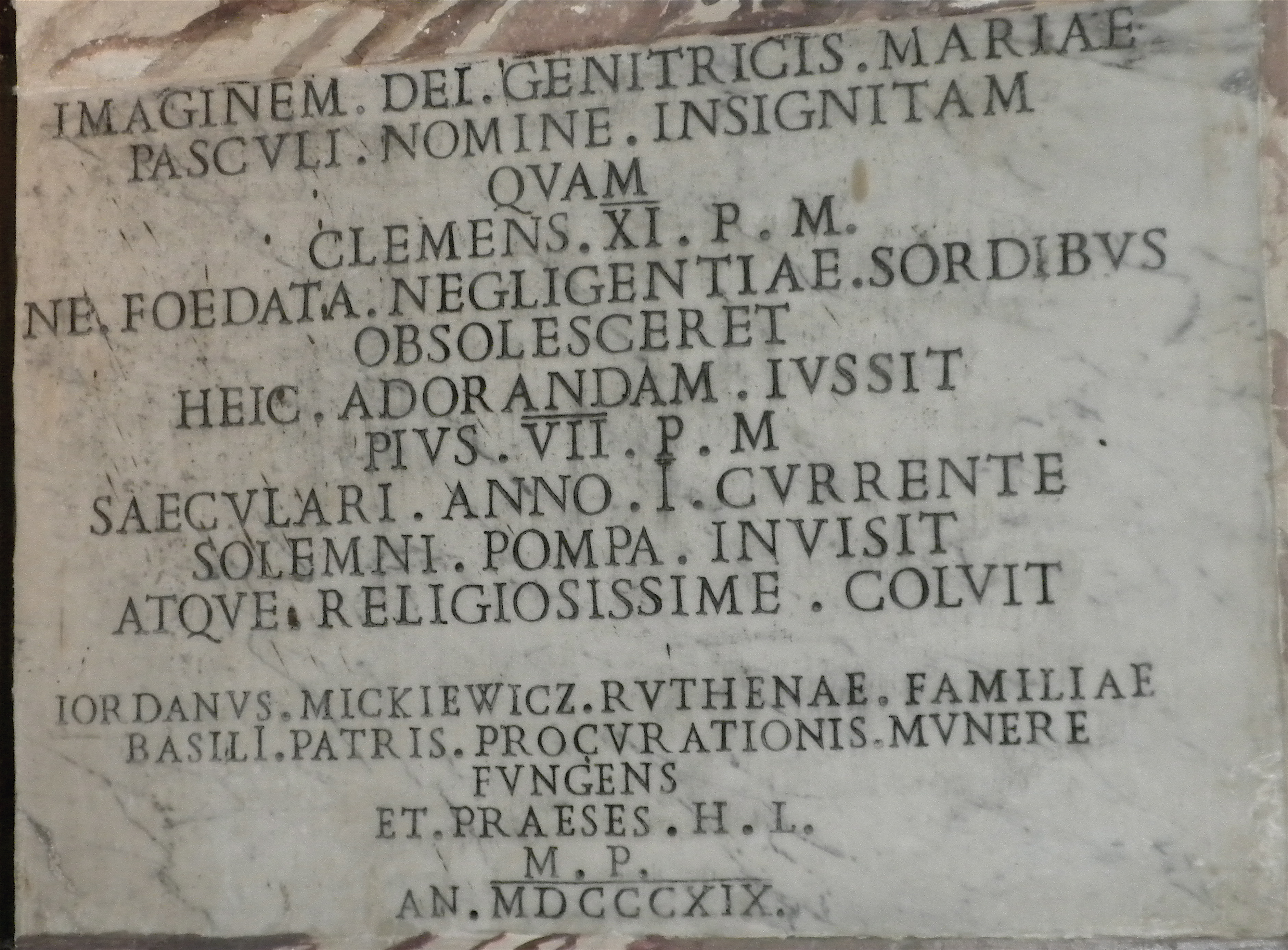
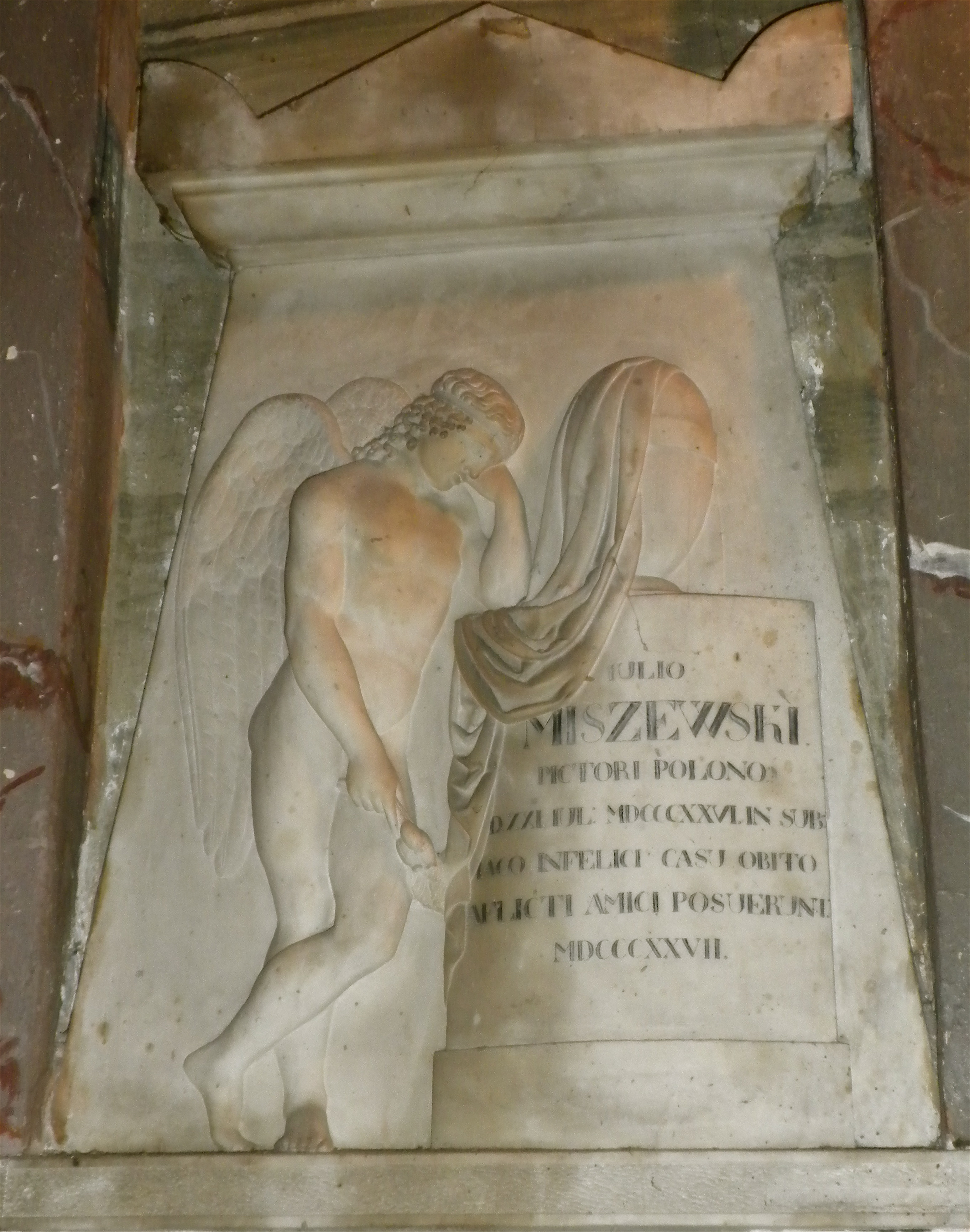
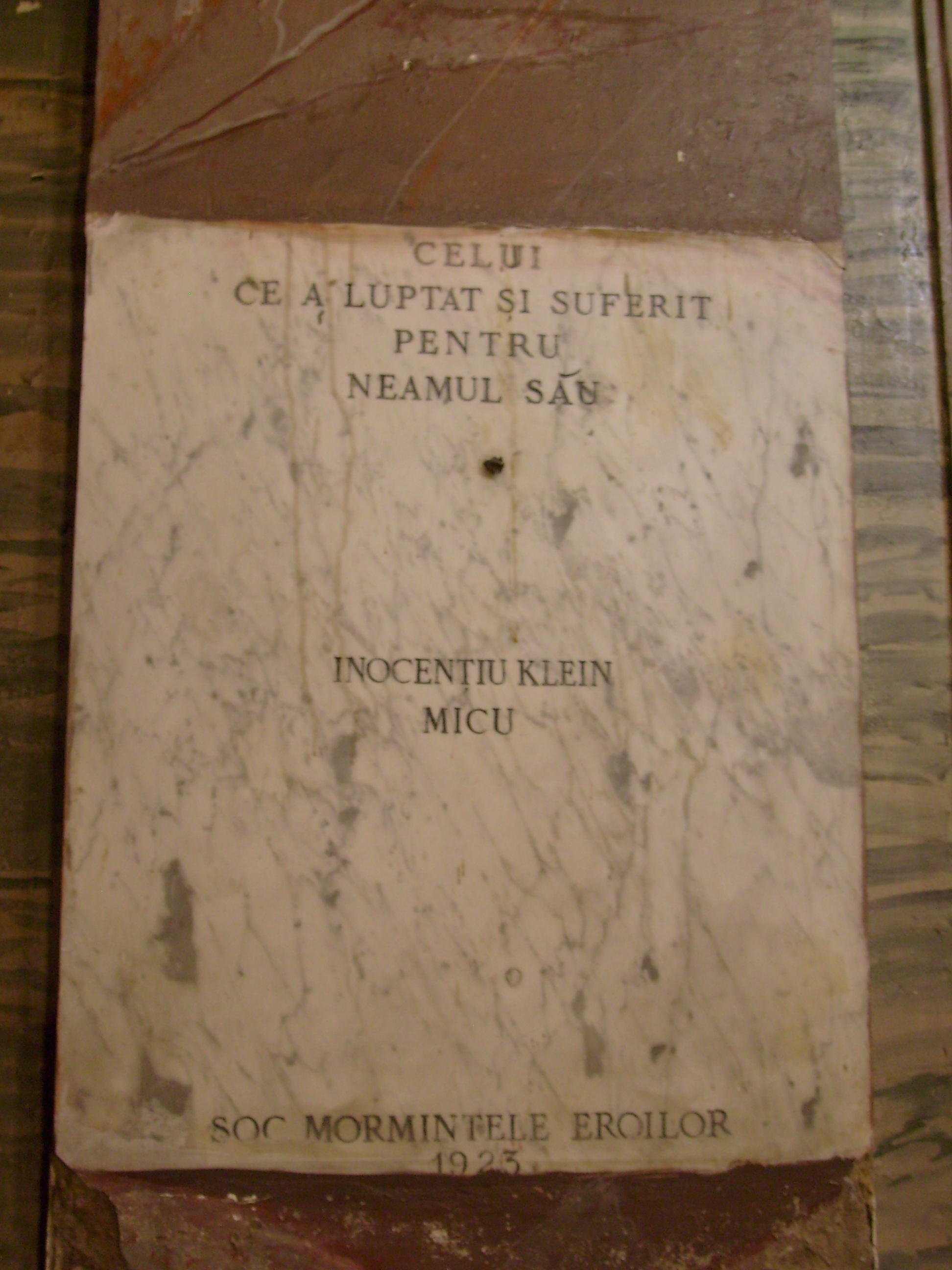
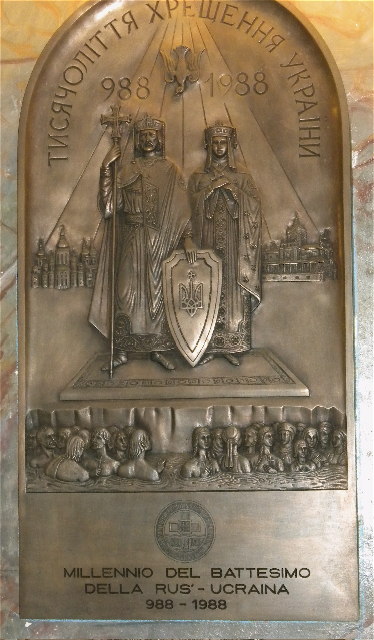
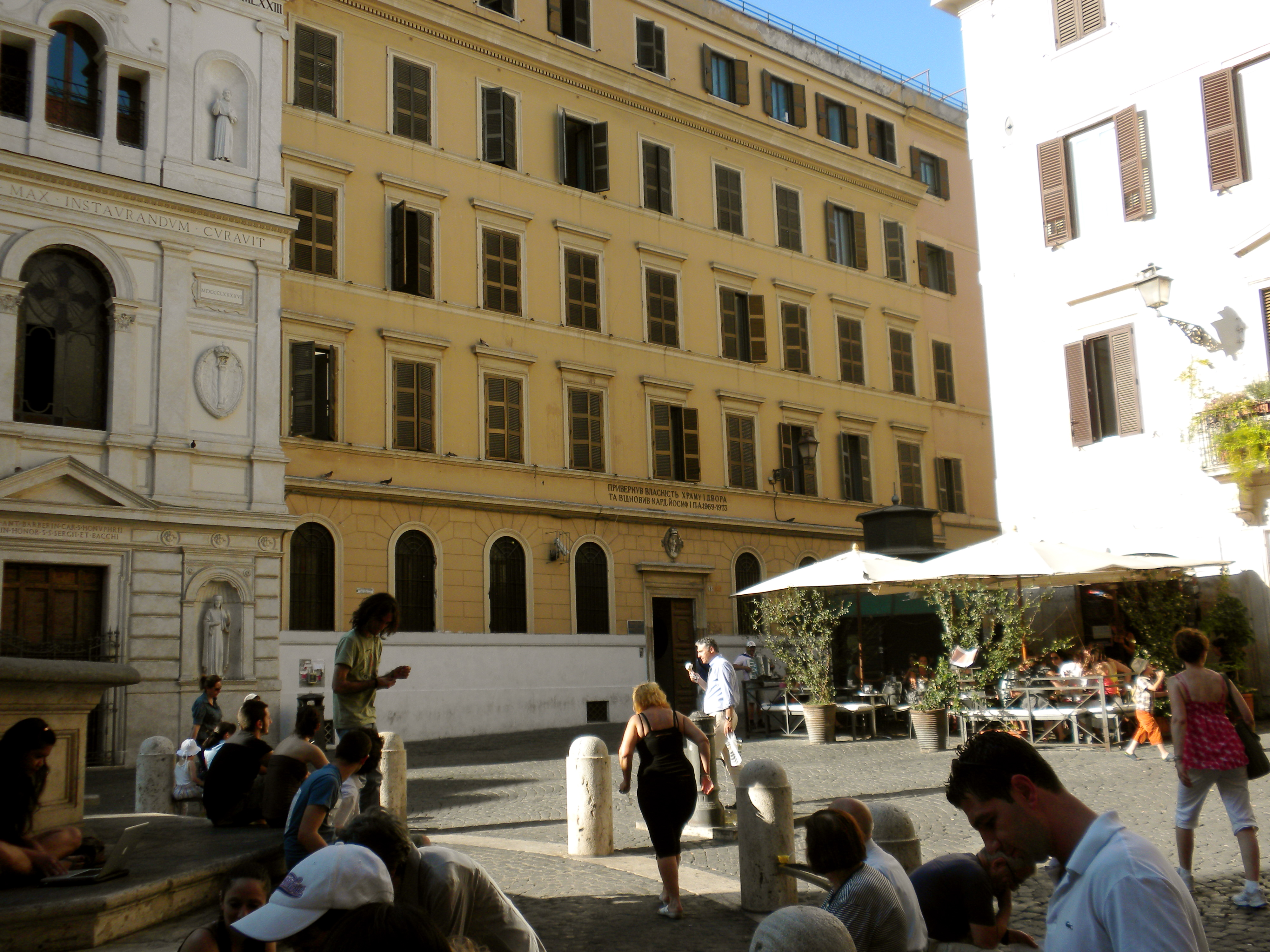
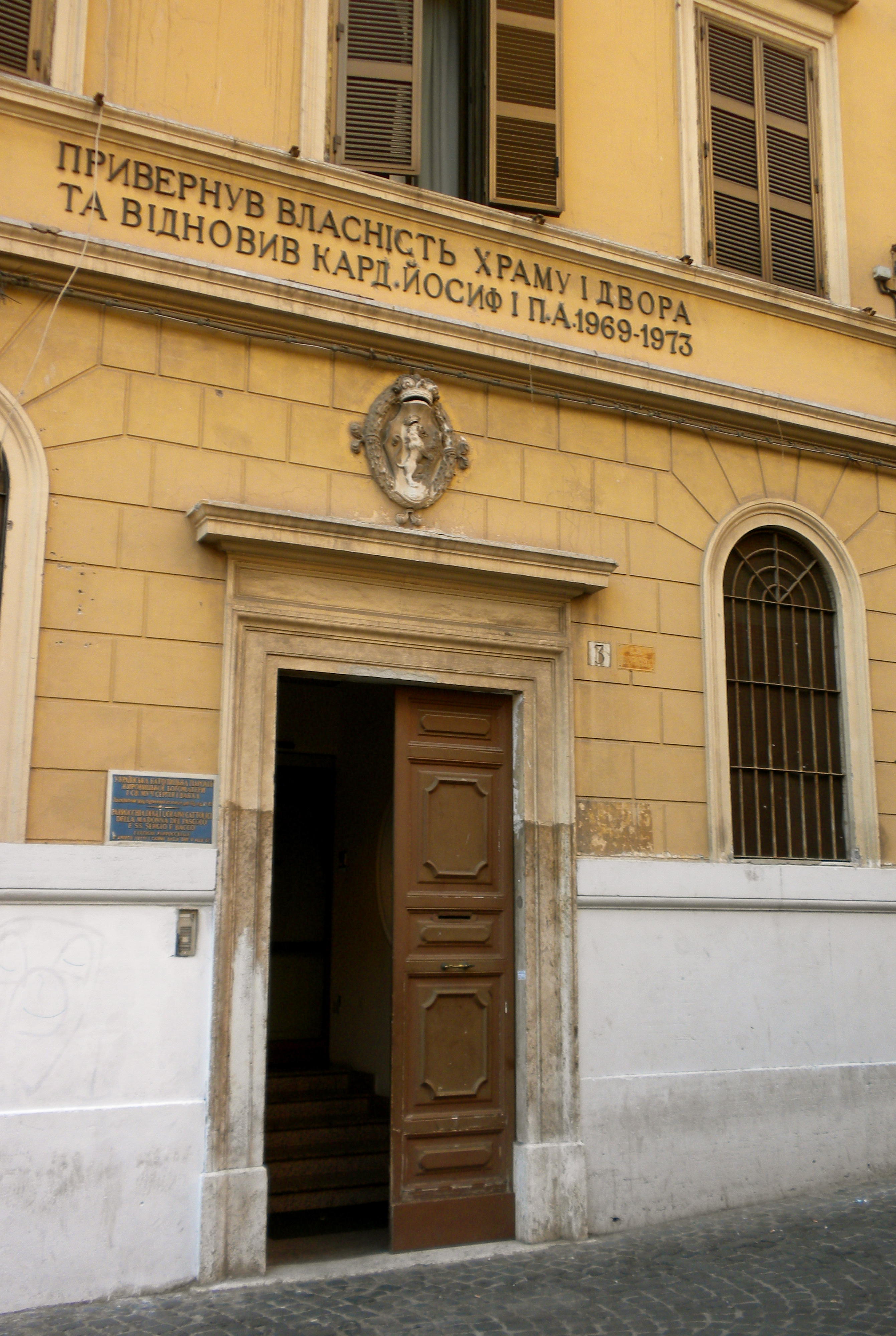